# Производственные революции
Производственная революция — понятие, которое употребляется для обозначения трех наиболее важных хозяйственно-экономических переворотов в истории человечества: аграрной (или неолитической) революции; 2) промышленной; 3) научно-информационной (или научно-технической).
Производственную революцию можно определить как коренной переворот в мировых производительных силах, связанный с переходом к новому принципу хозяйствования не только в технологиях, но и во взаимоотношениях общества и природы. Такой переворот вовлекает в хозяйственный оборот принципиально новые возобновляемые или длительно неисчерпаемые ресурсы; он повышает производительность труда или несущую способность земли (выход полезной продукции с единицы площади) на несколько порядков, что выражается также в создании большего на несколько порядков объёма продукции и совершении демографической революции. В результате создается мощнейший импульс для качественной реорганизации всей общественной структуры.
Благодаря аграрной революции совершился переход к систематическому увеличению выхода полезной биомассы с единицы эксплуатируемой человеком территории и на этой базе произошел переход к сложному общественному разделению труда. Эта революция связана также с использованием новых источников энергии (силы животных) и материалов. В результате промышленной революции основное производство сосредоточилось в промышленности и стало осуществляться при помощи машин и механизмов. «Смысл» этой революции не только в замене ручного труда машинным, а биологической энергии — водной и паровой, но и в том, что она открывает в широком плане процесс трудосбережения (не только в физическом труде, но также и в учете, контроле, управлении, обмене, кредите, передаче информации). В результате научно-информационной революции появились мощная информационная техника и технология, стали использоваться новые материалы и виды энергии, распространилась автоматизация. Но основные результаты этой революции ещё впереди.
Индустриальная революция стала объектом активного исследования ещё в XIX веке, в частности в работах Арнольда Тойнби (1852−1883), дяди знаменитого Арнольда Джозефа Тойнби. Теория неолитической революции нашла отражение в работах Гордона Чайлда. В 1950—1970-е годы в связи с развитием научно-технической революции интерес к производственным революциям вырос, в частности в работах постиндустриалистов Д. Белла, Э. Тоффлера и др. Хотя о каждой из трех производственных революций написано очень много. 
Л. Е. Гринин считает, что каждая производственная революция имеет свой собственный цикл, который состоит из двух этапов мощных качественных изменений, между которыми лежит период распространения результатов первого этапа на значительное число новых обществ. Схема двух этапов производственных революций выглядит так.
Аграрная революция: первый этап — переход к примитивному ручному (мотыжному) земледелию и скотоводству; второй — переход к ирригационному или плужному неполивному земледелию.
Промышленная революция: первый этап начинается в XV—XVI вв. мощным развитием мореплавания и торговли, техники и механизации на основе водяного двигателя, усложнением разделения труда в мануфактуре и других формах. Второй этап — промышленный переворот XVIII — первой трети XIX вв., связанный с внедрением различных машин и паровой энергии.
Научно-информационная революция: первый этап начался в 40-50-е годы XX века прорывами в автоматизации, энергетике, в области синтетических материалов, но особенно выразился в создании электронных средств управления, связи и информации. Однако вполне реально говорить о неизбежности второго её этапа
Производственная революция включает три фазы: 2 инновационные (начальная и завершающая) и одну среднюю, она находится между инновационными, модернизационную.
На первичной фазе создаются передовые технологии. Появляется первичная система нового принципа производства, которая долгое время взаимодействует со старыми технологиями. После начинается модернизационная фаза - достаточно длительный и наиболее важный период распространения, обогащения, изменение технологии принципа производства, период улучшающих изобретений, в процессе которого создаются условия для инновационного рывка.
В итоговой фазе появляется новый принцип производства достигает расцвета. По мере того как раскрывается итоговая фаза производственной революции, разворачивается "смысл" принципа производства, в то же время его возможности и пределы, расширяются его географические рамки за счет новых обществ.